# Молино деј Проти (Павија)
Молино деј Проти је насеље у Италији у округу Павија, региону Ломбардија.
Према процени из 2011. у насељу је живело 21 становника. Насеље се налази на надморској висини од 85 м.